# Conjunt hidràulic de Ca n'Aliguer
El Conjunt hidràulic de Ca n'Aliguer és una obra de Ripoll protegida com a Bé Cultural d'Interès Local.

## Descripció
El conjunt de l'Aliguer el formen diverses construccions i edificis vinculats a l'aprofitament de l'aigua. La resclosa, que s'aixeca sobre roca natural, té uns 30 m de llargada i uns 4 m d'alçada. El canal, que surt de la banda dreta de la resclosa, té una llargada de 125 m, una amplada de 4-5 m, i una fondària de 2m. Durant el seu trajecte transita pels baixos de dues casetes. L'edifici de la central està construït amb pedres de riu carejades unides amb ciment. A tocar la central hi ha alguna resta del molí de l'Aliguer, i un pont d'una arcada sobre el torrent o riera de l'Aliguer.
L'esmentat pont va ser considerat BCIL l'any 2015. Sobre ell discorre el camí ral de Ripoll a Vic. Encara són visibles alguns trams especialment a la zona de Terradelles i a la casa Aguilera.
Fins a mitjan segle xix el pou estava en ús. En aquell moment va ser substituït per un de nou uns metres més endavant.
El seu estat de conservació és bo tot i que té algunes parts cobertes per vegetació i per terra. (POUM 2015)